# Issoria admiralia
Issoria admiralia är en fjärilsart som beskrevs av Rothschild 1915. Issoria admiralia ingår i släktet Issoria och familjen praktfjärilar. Inga underarter finns listade i Catalogue of Life.